# Secret Love (1916)
Secret Love é um filme mudo norte-americano de 1916, do gênero drama, dirigido e escrito por Robert Z. Leonard baseado no romance That Lass O' Lowrie's (1877), de Frances Hodgson Burnett.
Cópia do filme encontra-se conservada na Biblioteca do Congresso dos Estados Unidos.